# Lijst van Alarmschijven in 1991
Deze hits waren in 1991 Alarmschijf bij Veronica op Radio 3:
| Nr.  | Datum        | Artiest                           | Titel                                               | Hoogste positie in Top 40 |
| ---- | ------------ | --------------------------------- | --------------------------------------------------- | ------------------------- |
| 1089 | 4 januari    | The Farm                          | All Together Now                                    | 7                         |
| 1090 | 11 januari   | Chris Isaak                       | Wicked Game                                         | 5                         |
| 1091 | 18 januari   | Queen                             | Innuendo                                            | 4                         |
| 1092 | 25 januari   | Peace Choir                       | Give Peace a Chance                                 | 14                        |
| 1093 | 1 februari   | A Tribe Called Quest              | Can I Kick It?                                      | 13                        |
| 1094 | 8 februari   | Nomad                             | (I Wanna Give You) Devotion                         | 5                         |
| 1095 | 15 februari  | Céline Dion                       | Where Does My Heart Beat Now                        | 24                        |
| 1096 | 22 februari  | Information Society               | Think                                               | 28                        |
| 1097 | 1 maart      | Bee Gees                          | Secret Love                                         | 14                        |
| 1098 | 8 maart      | Banderas                          | This Is Your Life                                   | 19                        |
| 1099 | 15 maart     | Massive Attack                    | Unfinished Sympathy                                 | 1(1wk)                    |
| 1100 | 22 maart     | R.E.M.                            | Losing My Religion                                  | 1(3wk)                    |
| 1101 | 29 maart     | Timmy T                           | One More Try                                        | 1(2wk)                    |
| 1102 | 5 april      | Frank Sinatra                     | Love and Marriage                                   | 9                         |
| 1103 | 12 april     | Nils Lofgren                      | Valentine                                           | 16                        |
| 1104 | 19 april     | Riccardo Cocciante                | Se stiamo insieme                                   | 23                        |
| 1105 | 26 april     | Seal                              | Future Love Paradise                                | 6                         |
| 1106 | 3 mei        | Nomad                             | Just A Groove                                       | 4                         |
| 1107 | 10 mei       | Huey Lewis & the News             | Couple Days Off                                     | 17                        |
| 1108 | 17 mei       | Pat Benatar                       | True Love                                           | 13                        |
| 1109 | 24 mei       | The Pilgrims                      | White Men                                           | 20                        |
| 1110 | 31 mei       | Lenny Kravitz                     | It Ain't Over 'Til It's Over                        | 9                         |
| 1111 | 7 juni       | Color Me Badd                     | I Wanna Sex You Up                                  | 2                         |
| 1112 | 14 juni      | Stereo MC's                       | Lost In Music                                       | 17                        |
| 1113 | 21 juni      | Ziggy Marley & The Melody Makers  | Kozmik                                              | 10                        |
| 1114 | 28 juni      | Sailor                            | La Cumbia                                           | 6                         |
| 1115 | 5 juli       | Alice Cooper                      | Hey Stoopid                                         | 13                        |
| 1116 | 12 juli      | Heavy D & the Boyz                | Now That We Found Love                              | 2                         |
| 1117 | 19 juli      | Gipsy Kings                       | Baila Me                                            | 6                         |
| 1118 | 26 juli      | Incognito & Jocelyn Brown         | Always There                                        | 3                         |
| 1119 | 2 augustus   | Cher                              | Love and Understanding                              | 9                         |
| 1120 | 9 augustus   | Bomb The Bass                     | Winter In July                                      | 5                         |
| 1121 | 16 augustus  | Color Me Badd                     | All 4 Love                                          | 2                         |
| 1122 | 23 augustus  | Prince & The New Power Generation | Gett Off                                            | 4                         |
| 1123 | 30 augustus  | Army of Lovers                    | Crucified                                           | 2                         |
| 1124 | 6 september  | Culture Beat                      | No Deeper Meaning                                   | 4                         |
| 1125 | 13 september | Guns N' Roses                     | Don't Cry                                           | 6                         |
| 1126 | 20 september | Prince & The New Power Generation | Cream                                               | 4                         |
| 1127 | 27 september | Julian Lennon                     | Saltwater                                           | 15                        |
| 1128 | 4 oktober    | Rozalla                           | Everybody's Free (To Feel Good)                     | 2                         |
| 1129 | 11 oktober   | Garland Jeffreys                  | Hail Hail Rock 'N' Roll                             | 4                         |
| 1130 | 18 oktober   | Extreme                           | Hole Hearted                                        | 12                        |
| 1131 | 25 oktober   | Lisa Stansfield                   | Change                                              | 7                         |
| 1132 | 1 november   | Slade                             | Radio Wall of Sound                                 | 14                        |
| 1133 | 8 november   | Army of Lovers                    | Obsession                                           | 9                         |
| 1134 | 15 november  | Shanice                           | I Love Your Smile                                   | 1(1wk)                    |
| 1135 | 22 november  | 2 Unlimited                       | Get Ready for This                                  | 10                        |
| 1136 | 29 november  | U2                                | Mysterious Ways                                     | 8                         |
| 1137 | 6 december   | The KLF & Tammy Wynette           | Justified and Ancient                               | 2                         |
| 1138 | 13 december  | Queen                             | Bohemian Rhapsody / These Are The Days Of Our Lives | 2                         |
| 1139 | 20 december  | Snap!                             | Colour of Love                                      | 7                         |
| -    | 27 december  | geen Alarmschijf                  | geen Alarmschijf                                    | geen Alarmschijf          |

1969 ·
1970 ·
1971 ·
1972 ·
1973 ·
1974 ·
1975 ·
1976 ·
1977 ·
1978 ·
1979 ·
1980 ·
1981 ·
1982 ·
1983 ·
1984 ·
1985 ·
1986 ·
1987 ·
1988 ·
1989 · 
1990 · 
1991 · 
1992 · 
1993 · 
1994 · 
1995 · 
1996 · 
1997 · 
1998 · 
1999 · 
2000 · 
2001 · 
2002 · 
2003 · 
2004 · 
2005 · 
2006 · 
2007 · 
2008 · 
2009 ·
2010 ·
2011 ·
2012 ·
2013 ·
2014 ·
2015 ·
2016 ·
2017 ·
2018 ·
2019 ·
2020 ·
2021 ·
2022 ·
2023 ·
2024 ·
2025